# Villa del Presidente
La villa del Presidente è una storica dimora di Livorno ubicata in via Marradi, non distante da piazza Attias.
Il nome le è stato attribuito poiché nel corso della sua storia ha ospitato vari presidenti della Provincia di Livorno, nonché i presidenti di enti e associazioni di vario genere.

## Storia
La villa sorse nel XVII secolo in quella che all'epoca costituiva una zona di campagna all'esterno della città fortificata e in origine vi si accedeva dalla vecchia via per Montenero (attuale via Roma).
All'inizio del Settecento appartenne al portoghese Garzia Rodriguez, padre del futuro gonfaloniere della città, Antonio Rodrigo.
Le fortune commerciali di Garzia Rodriguez lo porteranno a stringere rapporti d'affari anche con importanti personalità dell'epoca, tra cui Tiberio Scali, a cui concesse in pigione una sua proprietà nei pressi di piazza Grande.
Alla sua morte, nel 1724, fu sepolto nella chiesa della Madonna, mentre la villa passò al figlio Ferdinando Maria.
Nel 1743 la porzione di eredità attribuita a Ferdinando Maria fu venduta al pubblico incanto e passò a Francesco Harriman, ricco mercante inglese stabilitosi a Livorno dall'inizio del Settecento.
Alcuni anni dopo la morte di Harriman (1763), il declino della ditta di famiglia costrinse gli eredi alla vendita dell'immobile, che nel 1768 divenne proprietà del mercante Iacob Bonfil, esponente della locale comunità ebraica, per poi passare ai figli Saul e Salomone.
Seguirono altri passaggi di proprietà; nel 1854 i fratelli Achille e Aristide Nardini Despotti Mospignotti acquistarono la villa, ampliandola e alternandone sensibilmente le forme originarie. Allo stesso Aristide, figura di spicco della cultura livornese del secondo Ottocento, si deve probabilmente il progetto della grande cancellata monumentale sull'asse stradale che dall'Attis proseguiva in direzione sud (attuale via Marradi) e che di fatto sostituì il vecchio ingresso dall'odierna via Roma.
Nel 1889 la villa fu venduta alla Provincia di Livorno, ospitando nel tempo l'abitazione degli ufficiali comandanti della legione dei Carabinieri fino alla seconda guerra mondiale, la sede della Provincia dal 1944 fino al 1957 per indisponibilità della storica sede di palazzo Granducale, l'Istituto superiore di studi musicali Pietro Mascagni fino al trasferimento presso la Complesso Gherardesca avvenuto nel gennaio 2003, nonché diverse associazioni culturali.

## Descrizione
La villa si presenta come un corpo di fabbrica su tre livelli.
L'ingresso presenta un pavimento in cotto e soffitti con travi a vista; da qui uno scalone monumentale, ornato con i busti di Mario Tiberini e Angelina Ortolani, conduce al primo piano, dove si aprono stanze con soffitti affrescati nell'Ottocento, tra cui spicca l'auditorium con un organo settecentesco proveniente dalla chiesa del cimitero comunale dei Lupi e installato nella villa durante un restauro effettuato negli anni settata del Novecento.